# Kvašov
Kvašov (hongrois : Kvassó) est un village de Slovaquie situé dans la région de Trenčín.

## Histoire
La première mention écrite du village date de 1471.

## Démographie

### Évolution de la population
| Année:               | 1994. | 2004.   | 2014.   | 2024.   |
| -------------------- | ----- | ------- | ------- | ------- |
| Nombre de personnes: | 683   | 658     | 661     | 636     |
| Différence:          |       | -3,66 % | +0,45 % | -3,78 % |

| Année:               | 2023. | 2024.   |
| -------------------- | ----- | ------- |
| Nombre de personnes: | 643   | 636     |
| Différence:          |       | -1,08 % |